# Benedetto Micheli
Benedetto Micheli, pseudonym Jachella de la Lenzara nebo Iachello de la Lenzara, (29. října 1699 Řím – 5. listopadu 1784 tamtéž) byl italský básník, libretista, malíř a hudební skladatel.

## Život
Michael Benedikt byl autorem hrdinské básně v římském dialektu La Libbertà Romana acquistata e defesa a četných sonetů, z nichž mnohé byly satirou na mravy a zvyky v Římě v 18. století. Své literární dílo publikoval pod pseudonymem Jachella de la Lenzara.
V hudební oblasti se zasloužil zejména o rozvoj operního žánru intermezza.

## Dílo

### Opery
- L'Oreste (1723 Řím Teatro Capranica)
- La virtù trionfante dell'amore, e dell'odio, ovvero Il Tigrane (1724 Řím, Teatro Capranica)
- S Cotardo (1725 Roma)
- Il Marchese di Spartivento, ovvero Il cabalista ne sa'mem del caso (spoluautor Pietro Auletta, Řím, Teatro Valle, 1747)

### Literární dílo
- Benedetto Micheli, Sonetti romaneschi (1750-1767), editi a cura di Enrico Celani, Roma: Tip. dell'Istituto Gould, 1889
- Benedetto Micheli, La libberta romana acquistata e defesa: povema eroicomico, in dialetto romanesco del sec. XVIII. Introduzione, testo con note, rimario, indici e glossario a cura di Rossella Incarbone Giornetti, Ripr. facs. dell'ed. del 1765, Roma: A. S., 1991. "Collana Altri Luoghi"; ISBN 88-85149-02-2.
- Benedetto Micheli, Povesie in lengua romanesca, edizione critica a cura di Claudio Costa, Roma: Edizioni dell'Oleandro, 1999